# Giuseppe Gabriel Balsamo-Crivelli
Giuseppe Gabriel Balsamo-Crivelli (Milaan, 1 september 1800 - Pavia, 15 november 1874) was een Italiaans natuurvorser en mycoloog.
Hij werd in 1851 hoogleraar in de mineralogie en de zoölogie aan de Universiteit van Pavia.Vanaf 1863 doceerde hij ook vergelijkende anatomie. Balsamo-Crivelli interesseerde zich aan verschillende domeinen van de natuurlijke historie en droeg bij aan de classificatie van verschillende schimmels en zwammen.
- Author citation (botany): Bals.-Criv.
- Gemeinsame Normdatei: 1025841433
- Nationale Bibliotheek van Tsjechië: mub2012708934
- Istituto Centrale per il Catalogo Unico: SBLV095167
- Système universitaire de documentation: 194372464
- Virtual International Authority File: 258593147
- WorldCat: E39PBJmXDqBFXpjfx3Y74gKjmd